# Ruch dla Rzeczypospolitej
De Beweging voor de Republiek (RdR) (Pools: Ruch dla Rzeczypospolitej) was een kleine rechtse partij, die in de jaren 1992-1999 in Polen heeft bestaan. 
De RdR werd eind 1992 door voormalig premier Jan Olszewski opgericht als afsplitsing van de Centrumalliantie, nadat de leider van die partij, Jarosław Kaczyński, coalitiebesprekingen was begonnen met partijen die de afzetting van de regering-Olszewski hadden gesteund. De partij werd op 18 december van dat jaar geregistreerd. Naast een groep getrouwen van Olszewski trad ook de kleine, voormalig ondergrondse Poolse Onafhankelijkheidspartij (PPN) van Romuald Szeremietiew toe. In 1993 voegde ook de kleine partij Akcja Polska van oud-minister van Binnenlandse Zaken Macierewicz zich bij de RdR, maar zou deze na enkele maanden weer verlaten.
Samen met een aantal andere kleine, rechtse partijen nam de partij als Coalitie voor de Republiek (Pools: Koalicja dla Rzeczypospolitej) deel aan de parlementsverkiezingen van 1993, maar behaalde slechts 2,7% van de stemmen, niet genoeg voor een zetel. 
In december 1993 viel de partij uiteen. Een groep die president Lech Wałęsa steunde, verkoos Szeremietiew tot partijvoorzitter, terwijl een groep die Olszewski steunde, op een buitengewoon congres in maart 1994 Stanisław Węgłowski tot voorzitter verkoos. Dit laatste besluit werd eind 1995 door de rechtbank bekrachtigd, waarop de groep rondom Szeremietiew een andere partij registreerde, Beweging voor de Republiek – Patriottisch Kamp (Pools: Ruch dla Rzeczypospolitej – Obóz Patriotyczny, afgekort tot RdR-OP).
Na de presidentsverkiezingen van 1995 trad een groot deel van de RdR van Olszewski toe tot diens nieuwe partij, de Beweging voor de Wederopbouw van Polen (ROP), terwijl de rest van de RdR kortstondig van de coalitie Verkiezingsactie Solidariteit deel ging uitmaken. In 1999 hief de partij zichzelf op en trad toe tot de nieuwe opgerichte Alliantie van Poolse Christen-Democraten (PPChD). 
Ook de RdR-OP van Szeremietiew nam deel aan in de AWS en ging hier in 1998 in op. Szeremietiew zelf was enige tijd onderminister van defensie in de regering van Jerzy Buzek, een functie die ook eerder in de regering-Olszewski had vervuld.